# Цисе (Сілезьке воєводство)
Цисе (пол. Cisie) — село в Польщі, у гміні Бляховня Ченстоховського повіту Сілезького воєводства.
Населення — 612 осіб (2011).
У 1975-1998 роках село належало до Ченстоховського воєводства.

## Демографія
Демографічна структура станом на 31 березня 2011 року:
|          | Загалом | Допрацездатний вік | Працездатний вік | Постпрацездатний вік |
| -------- | ------- | ------------------ | ---------------- | -------------------- |
| Чоловіки | 295     | 63                 | 200              | 32                   |
| Жінки    | 317     | 59                 | 185              | 73                   |
| Разом    | 612     | 122                | 385              | 105                  |